# Johann Michael Hudtwalcker
Pour les articles homonymes, voir Hudtwalcker.
Johann Michael Hudtwalcker (né le 21 septembre 1747 à Hambourg, mort le 14 décembre 1818 dans la même ville) est un homme d'affaires allemand, partisan des Lumières.

## Biographie
Johann Michael Hudtwalcker est le fils de l'Oberalten Jacob Hinrich Hudtwalcker. Son père, lui-même fils d'un marchand de fromage d'Altona, crée après un apprentissage auprès du marchand de poissons Meinert von Winthem la société "Hudtwalcker & Co" en avril 1743, spécialisée dans le commerce de l'huile de poisson. Après sa confirmation, Johann Michael entre dans le Kontor de son père Jacob Hinrich et préfère travailler plutôt qu'étudier à l'école d'érudition Saint-Jean. Le 21 juin 1775, il épouse Elisabeth Moller, avec qui il a neuf enfants. Après la mort de son père en 1781, il reprend totalement l'entreprise. Le 18 janvier 1788, Hudtwalcker est élu au conseil de la ville de Hambourg. Le 30 mai 1814, il démissionne comme conseiller à cause de l'âge et des raisons de santé.
Hudtwalckertwiete et Hudtwalckerstraße dans le quartier de Winterhude lui rendent hommage. Martin Hieronymus Hudtwalcker et Nicolaus Hudtwalcker sont des neveux, Christian Martin Hudtwalcker un frère.
Dans sa jeunesse, Hudtwalcker lit Christian Fürchtegott Gellert et Friedrich von Hagedorn. En tant que membre du cercle de Georg Heinrich Sieveking, il découvre les Lumières. Membre de la Société patriotique, il soutient des projets éthiques et moraux sans but lucratif. Avec ses amis de jeunesse Sieveking et Voght, il appartient à la bourgeoisie de Hambourg croyant aux idées des Lumières à Hambourg et au nord de l'Allemagne.

## Source de la traduction
- (de) Cet article est partiellement ou en totalité issu de l’article de Wikipédia en allemand intitulé « Johann Michael Hudtwalcker » (voir la liste des auteurs).